# Fluorstrofita
La fluorstrofita és un mineral de la classe dels fosfats, que pertany al grup de la belovita. Inicialment va ser anomenada estroncioapatita per Efimov et al. l'any 1962. Més tard es va canviar per apatita-(SrOH) malgrat que el fluor era dominant sobre els hidroxils. Finalment va ser rebatejada com a fluorstrofita per Pasero et al. l'any 2010. El nom actual reflecteix la seva composició, incloent fluor, estronci i fosfat.

## Característiques
La fluorstrofita és un fosfat de fórmula química SrCaSr₃(PO₄)₃F. Va ser aprovada com a espècie vàlida per l'Associació Mineralògica Internacional l'any 1962. Cristal·litza en el sistema hexagonal. La seva duresa a l'escala de Mohs és 5.
Segons la classificació de Nickel-Strunz pertany a «08.BN - Fosfats, etc. amb anions addicionals, sense H₂O, només amb cations de mida gran, (OH, etc.):RO₄ = 0,33:1» juntament amb els següents minerals: aradita, magganasita, fluorpiromorfita, fluorsigaiïta, fluoralforsita, alforsita, belovita-(Ce), clorapatita, mimetita-M, johnbaumita-M, fluorapatita, hedifana, hidroxilapatita, johnbaumita, mimetita, morelandita, piromorfita, svabita, turneaureïta, vanadinita, belovita-(La), deloneïta, fluorcafita, kuannersuïta-(Ce), hidroxilapatita-M, fosfohedifana, hidroxilpiromorfita, estronadelfita, fluorfosfohedifana, carlgieseckeïta-(Nd), vanackerita, miyahisaïta, pieczkaïta, hidroxilhedifana, pliniusita, parafiniukita, arctita, krügerita i goryainovita.

## Formació i jaciments
Va ser descoberta al dipòsit de crom i diòpsid d'Inagli, que es troba al massís d'Inagli, al camp d'Aldan (Sakhà, Rússia). També ha estat descrita en altres indrets propers dins el mateix país, així com al Canadà, els Estats Units, Sud-àfrica, Zàmbia i el Japó.